# Bachquellengraben
Der Bachquellengraben, auch Quellgrundgraben oder Weidgraben genannt, ist ein rechter Zufluss des Forchbachs bei Karlstein im Landkreis Aschaffenburg in Unterfranken. Er entspringt oberhalb von Hörstein am Rabengrundkopf (395 m) im Alzenauer Oberwald.

## Geographie

### Verlauf
Nachdem er unter der Staatsstraße 1443 durchgeflossen ist, erreicht der Bachquellengraben Hörstein. Innerhalb der Ortschaft ist er komplett verrohrt. Nachdem er wieder ans Tageslicht tritt, fließt er in flacheres Land, wo er seine Fließgeschwindigkeit stark verringert und sogar an manchen Tagen im Sommer versickert. In der Nähe des Industriegebietes Alzenau Süd mündet er in einer Schilflandschaft in den Forchbach.

## Einzelnachweise

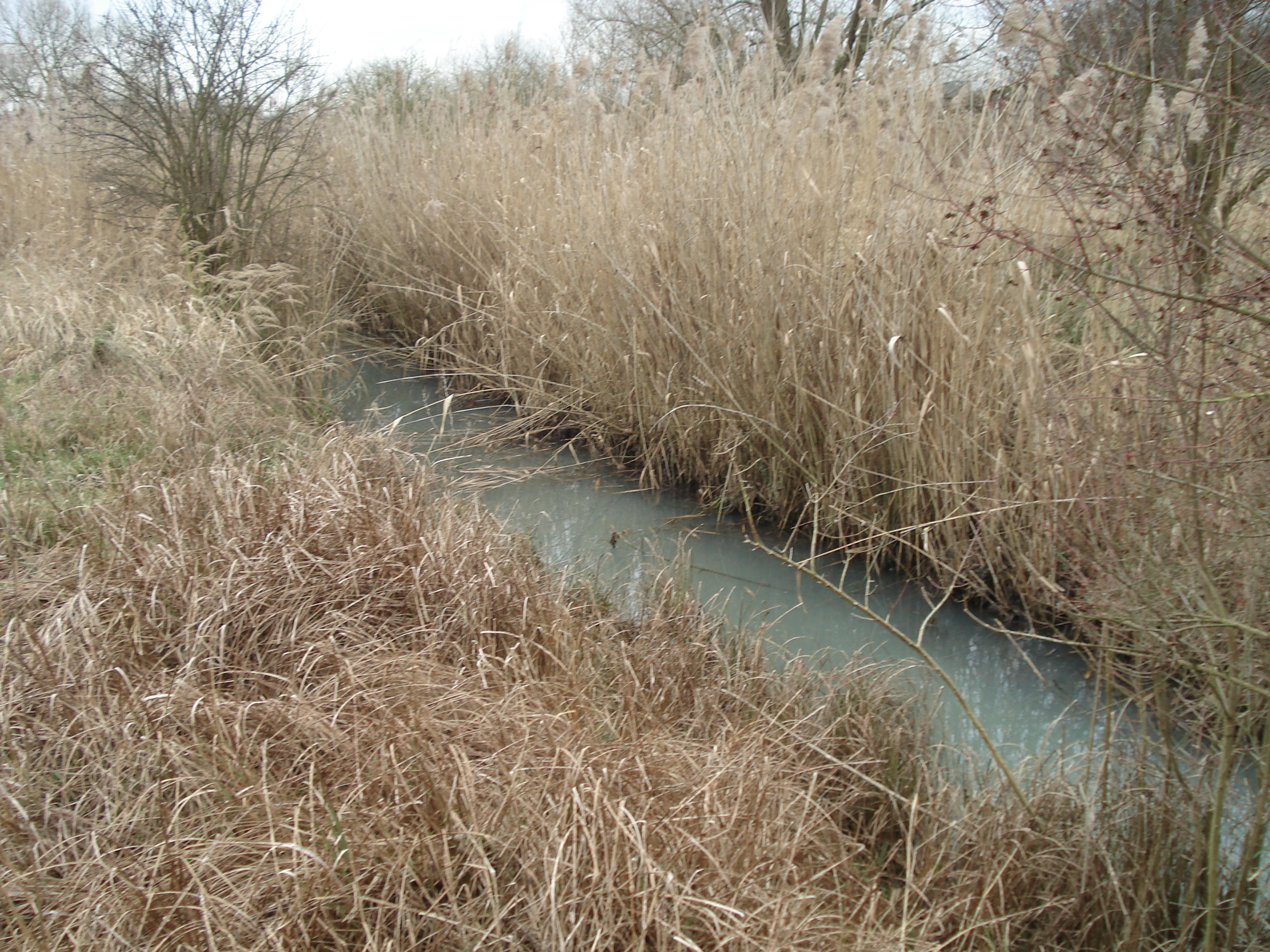
Der Bachquellengraben vor seiner Mündung in den Forchbach